# Cyrtomycta perisema
Cyrtomycta perisema är en insektsart som beskrevs av Williams 1981. Cyrtomycta perisema ingår i släktet Cyrtomycta och familjen Tropiduchidae. Inga underarter finns listade i Catalogue of Life.